# فرودگاه وایکینگ
فرودگاه وایکینگ (به انگلیسی: Viking Airport) یک فرودگاه همگانی است که یک باند فرود آسفالت دارد و طول باند آن ۸۹۹ متر است. این فرودگاه در کشور کانادا قرار دارد و در ارتفاع ۶۸۹ متری از سطح دریا واقع شده است.